# Andrea Leers
Andrea Leers es una arquitecta y educadora estadounidense. Junto a Jane Weinzapfel, Leers abrió en Boston la empresa Leers Weinzapfel Associates, que fue la primera empresa dirigida por una mujer en ganar, en 2007, el Architecture Firm Awar del Instituto Americano de Arquitectura. En 1991 fue elegida para formar parte del Colegio de Socios del Instituto Americano de Arquitectura.
Leers ha sido directora del Master in Urban Design Program de la Escuela de Diseño de la Universidad de Harvard, donde fue profesora Adjunta de Arquitectura y Diseño Urbano de 2001 a 2011. En su labor docente ha trabajado en la Escuela de Arquitectura de la Universidad de Yale (1981-1988), la Escuela de Diseño de la Universidad de Pensilvania (1990, 1998-1999), el Instituto Tecnológico de Tokio (1991) y la Escuela de Arquitectura de la Universidad de Virginia (1995). En 1982 pasó un año en Japón como socia de la National Endowment for the Arts y la Japan U.S. Friendship Comission. Leers fue Artista Visitante de la Academia Americana en Roma (1997), invitada a ser Chaire des Ameriques en La Sorbona (2007) y fue profesora Titular en la National Chiao Tung University (2011-1014).

## Educación y vida tempranas
Leers nació en Miami (Florida) y creció en Springfield y Longmeadow (Massachusetts). Tiene estudios de pregrado en Historia del Arte por el Wellesley College y realizó el Máster en Arquitectura de la Escuela de Diseño de la Universidad de Pensilvania durante la dirección de Louis I. Kahn.
Después de un tiempo como becaria en Cambridge (Massachusetts), en 1970 Leers fundó un bufete de arquitectura con Hugh Browning, con quien estaba casada en ese momento, pero cuando se divorciaron en 1978 ella dejó la empresa hasta 1982. En 1982 Jane Weinzapfel y ella fundaron la Leers Weinzapfel Associates en Boston (Massachusetts).

## Proyectos significativos
- Ampliación del MIT Media Lab (en colaboración con Fumihiko Maki Associates), Cambridge (Massachusetts)[3][4]
- Ampliación del Harvard University Science Center, Cambridge (Massachusetts)[5]
- Harvard University Farkas Hall (antiguo Hasty Pudding), Cambridge (Massachusetts)[6][7]
- Palacio de Justicia Federal de Estados Unidos, Orlando (Florida)[8]
- Blue Hill Avenue Youth Development Center, Boston (Massachusetts)[9][10]
- Centro de control de operaciones del MBTA, Boston (Massachusetts).
- Edificio de administración de Tobin Bridge, Boston (Massachusetts)[11]

## Conferencias significativas
- Miembro del jurado de la International Competition: Paris-Saclay Student Housing, Francia (2015)[12]
- Making Connections, en la Universidad de Chipre (2014)[13]
- Women of Architecture: Extended Territories: Leers Weinzapfel Associates, en el National Building Museum, con Jane Weinzapfel (2014)[14]
- Conferenciante principal, No Site in Sight: Making Architecture in the Urban Fabric, Conferencia Internacional de Diseño de 2010 de la Shih Chien University en Taipéi (2010)[15]
- Crossing Scales / Cultures / Disciplines: A Personal Reflextion on 10 Years of Design Studies, en la Escuela de Diseño de Harvard[16]

## Premios
- Premio de Honor de la Sociedad de Arquitectura de Boston (2009)
- Premio de Excelencia de Mujeres en el Diseño (2002)